# Dendrobium aurantiroseum
Dendrobium aurantiroseum är en orkidéart som beskrevs av Pieter van Royen och Thomas M. Reeve. Dendrobium aurantiroseum ingår i släktet Dendrobium, och familjen orkidéer. Inga underarter finns listade i Catalogue of Life.